# Rigger
Il rigger è un operaio arrampicatore che si occupa di manutenzione od allestimento di strutture quali alberi, tralicci, teatri, concerti, barche a vela.
Il termine è più usato nella vela, dove il rigger si occupa dell'albero, o nello spettacolo, dove in questo caso il tecnico si occupa di appendere (in una struttura costruita per l'occasione oppure in un teatro o palazzetto) i motori elettrici che eleveranno le americane. Il compito richiede lavoro in quota tramite corde di sicurezza e la conoscenza di prove di carico delle varie strutture su cui verrà appeso materiale audio e illuminotecnico.